# Vita di Pitagora (Porfirio)
La Vita di Pitagora (in greco antico: Πυθαγόρειος βίος?, Pythagóreios bíos; in latino Vita Pythagorae) consiste in una biografia redatta dal filosofo neoplatonico Porfirio.

## L'opera di Porfirio
Porfirio fu discepolo di Plotino, curò e pubblicò le Enneadi e fu autore di Vita di Plotino.
I neoplatonici dimostravano interesse verso la filosofia di Pitagora e dei pitagorici.
Lukas Holste, umanista, tradusse l'opera nel 1630 Roma sotto il titolo latino di Liber de vita Pythagorae.

## Edizioni
- Liber de vita Pythagorae, Traduzione di Lukas Holste[1]
- Vita di Pitagora, Traduzione di Edouard des Places[2]